# Nerstrand
Nerstrand és una població dels Estats Units a l'estat de Minnesota. Segons el cens del 2000 tenia 233 habitants.

## Demografia
Segons el cens del 2000, Nerstrand tenia 233 habitants, 80 habitatges, i 65 famílies. La densitat de població era de 63,4 habitants per km².
Dels 80 habitatges en un 45% hi vivien nens de menys de 18 anys, en un 72,5% hi vivien parelles casades, en un 7,5% dones solteres, i en un 18,8% no eren unitats familiars. En el 16,3% dels habitatges hi vivien persones soles el 10% de les quals corresponia a persones de 65 anys o més que vivien soles. El nombre mitjà de persones vivint en cada habitatge era de 2,91 i el nombre mitjà de persones que vivien en cada família era de 3,26.
Per edats la població es repartia de la següent manera: un 33,9% tenia menys de 18 anys, un 4,3% entre 18 i 24, un 33,9% entre 25 i 44, un 15% de 45 a 60 i un 12,9% 65 anys o més.
L'edat mediana era de 33 anys. Per cada 100 dones de 18 o més anys hi havia 90,1 homes.
La renda mediana per habitatge era de 41.500 $ i la renda mediana per família de 50.156 $. Els homes tenien una renda mediana de 32.500 $ mentre que les dones 23.333 $. La renda per capita de la població era de 15.362 $. Cap de les famílies i el 0,4% de la població estaven per davall del llindar de pobresa.

## Poblacions més properes
El següent diagrama mostra les poblacions més properes.